# Foot Ball Club Unione Venezia 2011-2012
Questa voce raccoglie le informazioni riguardanti l'Foot Ball Club Unione Venezia nelle competizioni ufficiali della stagione 2011-2012.

## Rosa
| N. |                   | Ruolo | Calciatore          |
| -- | ----------------- | ----- | ------------------- |
|    | Italia (bandiera) | P     | Davide Amadori      |
|    | Italia (bandiera) | P     | Stefano Gallo       |
|    | Italia (bandiera) | P     | Lorenzo Riommi      |
|    | Italia (bandiera) | P     | Alessio Mazzaro     |
|    | Italia (bandiera) | D     | Luca Ciaramitaro    |
|    | Italia (bandiera) | D     | Luca Giacomelli     |
|    | Italia (bandiera) | D     | Battista Maina      |
|    | Italia (bandiera) | D     | Roberto Mirri       |
|    | Italia (bandiera) | D     | Davide Scantamburlo |
|    | Italia (bandiera) | D     | Stefano Scardala    |
|    | Italia (bandiera) | D     | Alessandro Videtta  |
|    | Italia (bandiera) | C     | Fabio Biagini       |
|    | Italia (bandiera) | C     | Filippo Casagrande  |

| N. |                     | Ruolo | Calciatore            |
| -- | ------------------- | ----- | --------------------- |
|    | Italia (bandiera)   | C     | Mattia Collauto       |
|    | Italia (bandiera)   | C     | Leonardo Crafa        |
|    | Italia (bandiera)   | C     | Giulio Grifoni        |
|    | Italia (bandiera)   | C     | Fabio Lauria          |
|    | Italia (bandiera)   | C     | Matteo Marcolini      |
|    | Brasile (bandiera)  | C     | Diego Santos Oliveira |
|    | Italia (bandiera)   | C     | Nicola Silvestri      |
|    | Colombia (bandiera) | A     | Diego Cubillos        |
|    | Marocco (bandiera)  | A     | Adnane Essoussi       |
|    | Italia (bandiera)   | A     | Lauro Florean         |
|    | Italia (bandiera)   | A     | Marco Moro            |
|    | Slovenia (bandiera) | A     | Emil Zubin            |

## Risultati

### Serie D

#### Poule scudetto
| Arbitro: | Fabio Francassi (Campobasso) |

|                     |           |  |
| Zubin 16’, 53’, 68’ | Marcatori |  |

| Arbitro: | Daniele Gozzi (Siena) |

|  |           |                                           |
|  | Marcatori | 30’ Lauria 32’, 41’ Oliveira 89’ Essoussi |

| Città di Castello 24 maggio 2012 Semifinale  | Venezia              | 1 – 1 (d.t.s.) | Martina | Stadio Comunale Corrado Bernicchi |
| \| \| \| \| \| \| Tiri di rigore 5 – 2 \| \| |                      |                |         |                                   |
|                                              |                      |                |         |                                   |
|                                              | Tiri di rigore 5 – 2 |                |         |                                   |

| Arbitro: | Enzo Vesprini (Macerata) |

|                                           |           |                           |
| Oliveira 8’ Zubin 74’ (rig.) Essoussi 80’ | Marcatori | 2’ Valentini 87’ Petrella |